# 3-脱氧-D-阿拉伯庚糖酮酸-7-磷酸
3-脱氧-D-阿拉伯庚糖酮酸-7-磷酸（英語：3-Deoxy-D-arabino-heptulosonic acid 7-phosphate，缩写DAHP）是一种七碳糖酮酸，是氨基酸生物合成的莽草酸途径的中间体。
磷酸烯醇式丙酮酸和赤鲜糖-4-磷酸在DAHP合酶的催化下生成3-脱氧-D-阿拉伯庚糖酮酸-7-磷酸（DAHP）：

由磷酸烯醇式丙酮酸和赤藓糖-4-磷酸生成DAHP

DAHP再由3-脱氢奎尼酸合酶催化生成3-脱氢奎尼酸（DHQ）：

3-脱氢奎尼酸合酶催化的反应

此反应需要烟酰胺腺嘌呤二核苷酸（NAD）作为辅因子，但酶会使其再生，不会消耗NAD，其成环机制复杂，涉及2号C原子和7号C原子之间的羟醛缩合。